# Mariposa (Califórnia)
Mariposa é uma região censitária localizada no estado americano da Califórnia, no condado de Mariposa, do qual é sede.

## Geografia
De acordo com o United States Census Bureau, a cidade tem uma área de 33,4 km², onde 33,3 km² estão cobertos por terra e 0,1 km² por água.

### Localidades na vizinhança
O diagrama seguinte representa as localidades num raio de 40 km ao redor de Mariposa.

## Demografia
Segundo o censo nacional de 2010, a sua população é de 2 173 habitantes e sua densidade populacional é de 65,29 hab/km². Possui 1 143 residências, que resulta em uma densidade de 34,34 residências/km².